# Bonavista (skonnert)
Bonavista er en jagtbygget tomastet skonnert, bygget 1914 og hjemmehørende i Marstal. Skonnerten er ejet af Nationalmuseet. Skonnerten, der var  af Marstalflådens talrige New Foundlandsfarere, blev den 13. februar 2008 sat på land på Eriksens Plads og en kontrakt mellem Nationalmuseet og Ebbes Bådebyggeri blev indgået  om en fireårig restaureringsopgave, som foregik fra 2008 til 2012, hvor publikum havde mulighed for at følge restaureringsfasen på Eriksens Plads. 

## Historie
Bonavista blev bygget 1914 på C.L. Johansens skibsværft (1905-1922) i Marstal til reder og skibsfører J.E. Christensen. Den sejlede bl.a. med klipfisk fra Newfoundland til Spanien, og sejlede sin sidste tur på farten i 1925. 
1959 blev hun solgt til S. Pedersen, Ålborg og skonnerten fik navneforandring til "Thomas". 1972 overgik det til partrederiet ved P. K. Thuesen, Holte. Den blev rigget op igen i Rødvig og ombygget til charterskonnerten "Syveren" af Rungsted. 1975 fik den sit oprindelige navn tilbage. "Bonavista" Indtil år 2000 sejlede hun  med chartergæster, lystfiskere og skoleelever fra Gladsaxes skoler. År 2000 blev skibet overdraget til Nationalmuseet ved Kulturarvsstyrelsens indgreb, da skibet var ved at blive solgt til udlandet.
Siden søsætningen 2012 lå skonnerten urørt til udstilling på grund af problemer med finansieringen. 2017 donerede A.P. Møllers familiefond omkring 13 millioner kroner til at gøre skibet sejlklar til sommeren 2019. Nationalmuseet valgte seks leverandører fra Ærø og Fyn. Der blev blandt andet installeret en dieselmotor og i alt 10 sejl på de to master. 
I maj 2019 kom  Bonavista igen på besøg i Marstal, hvor den blev festlig modtaget af Ærøs indbyggere og gæster. 
I oktober 2019 stod den genfødte Marstal-skonnert på "jomfrusejlads" fra Svendborg til Marstal. Derefter overtog Marstal Søfartsmuseum driften. Med midler fra museet, en større privat donation samt et løbende tilskud fra staten er driften sikret i nogle år. Derudover skal museet skabe indtægter ved sejlads med Bonavista.
- Bonavista i sit restaureringstelt på Eriksens Plads
- Bonavista i Marstal Havn i 2014
- Bonavista i Marstal Havn i 2014